# 山住勲
山住 勲（やまずみ いさお、1962年12月21日 - ）は、日本の実業家、馬主。
大阪府東大阪市に本社を置く、家庭用電気製品から医療機器まで幅広い製品の製造等を手がける日伸工業株式会社の代表取締役を務めている。

## 経歴
1962年、大阪府出身。医学部を卒業し医療業界で勤めていたが、製造業への関心から父の創業した日伸工業株式会社へ転職。2010年10月に同社代表取締役に就任。

## 馬主活動

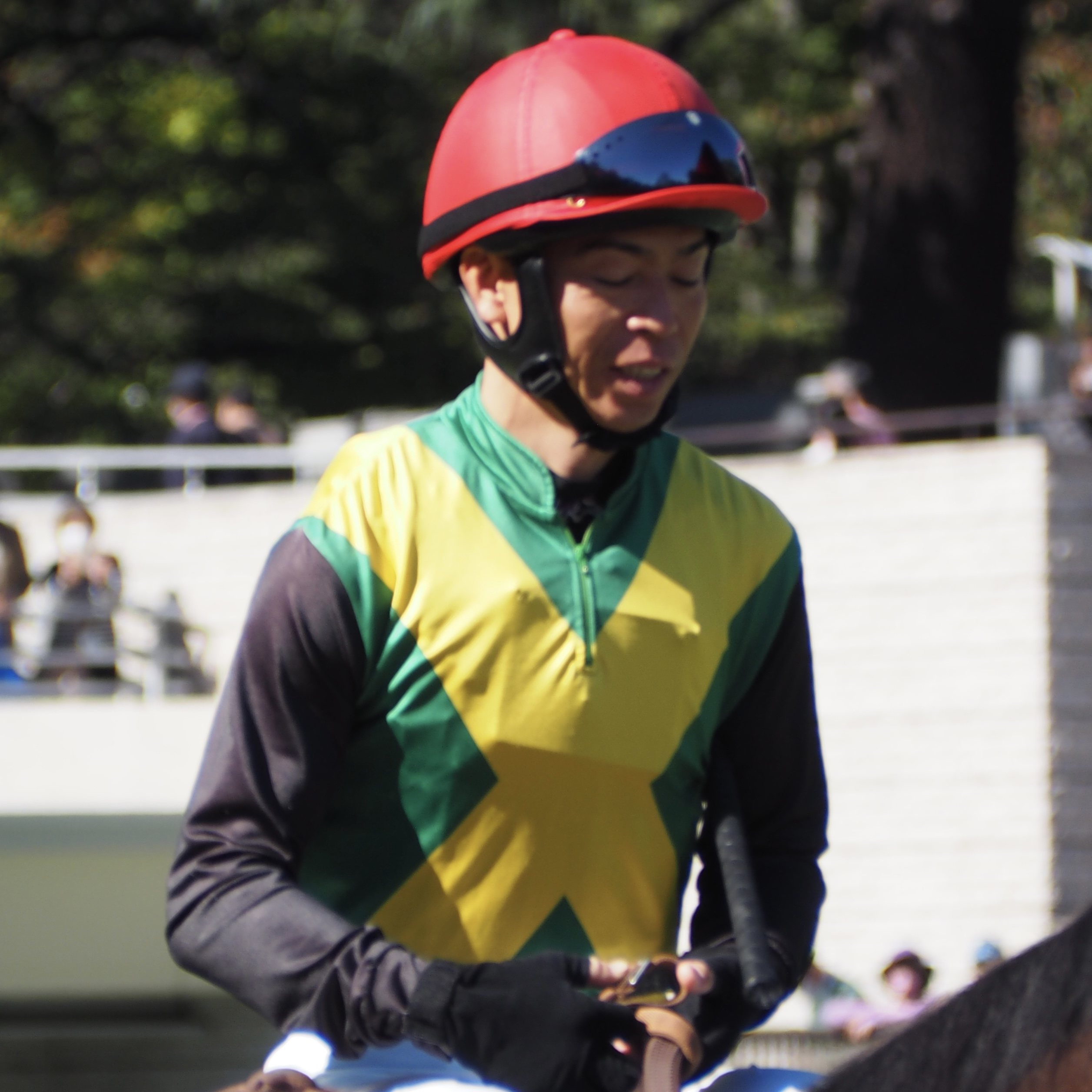
ニッシンホールディングスの勝負服を着用した北村宏司

「株式会社ニッシンホールディングス」の法人名義で日本中央競馬会（JRA）および地方競馬全国協会（NAR）に登録している馬主としても知られる。勝負服の柄は緑、黄十字襷、黒袖で、自身がよく訪れるというジャマイカの国旗をモチーフとしている。冠名は特に用いない。
競りでは、ニッシンホールディングスが施設を所有する競走馬育成施設・チャンピオンヒルズを運営する株式会社チャンピオンズファームの代表である中村明人などと馬を見るといい、欲しい馬について意見を合わせるのではなく、それぞれの好きな馬を選ばせて購入している。
父の知平、母のれい子も馬主であった。先述の中村明人との縁も、両親が明人の父である調教師・中村好夫に所有馬を預託していたことで、小学校時代から親交があったことによる。

## 主な所有馬

### 重賞競走優勝馬
- エエヤン（2023年ニュージーランドトロフィー）
- シランケド（2025年中山牝馬ステークス）

### 父・知平の所有馬
- ホースメンワイルド（1983年宝塚記念3着）

### 母・れい子の所有馬
- ヤマノタンポポ（1990年ダービー卿チャレンジトロフィー）
- ヤマノカサブランカ（1991年桜花賞2着、エリザベス女王杯2着）
- ゴールデンロドリゴ（2002年UHB杯、札幌日刊スポーツ杯、2003年CBC賞3着、2004年函館スプリントステークス2着、CBC賞2着）